# Gertrudis de la Fuente
Gertrudis de la Fuente Sánchez (Madrid, 21 de agosto de 1921-23 de enero de 2017) fue una pionera española en bioquímica especializada en enzimología. Doctora en ciencias químicas y profesora de investigación del Consejo Superior de Investigaciones Científicas, fue la encargada de coordinar la comisión creada por el gobierno español para la resolución del problema del síndrome tóxico (1981). Su legado fue recogido en un cortometraje estrenado en la primavera de 2016 bajo el título Gertrudis (la mujer que no enterró sus talentos).

## Biografía
Nació en Madrid en 1921 y era hija de maquinista del ferrocarril de tendencias políticas liberales. A la edad de seis años se trasladó junto a su familia a un poblado ferroviario situado en Arroyo de Malpartida, Cáceres, donde realizó sus estudios primarios en una zona rural, donde las mujeres no acostumbraban a ser educadas más allá de la primaria o secundaria. Ello provocó que no pudiera acceder al bachillerato hasta que su padre se jubiló y se mudaron a la capital. Destacó muy pronto, demostrando una gran pasión por la geometría. 

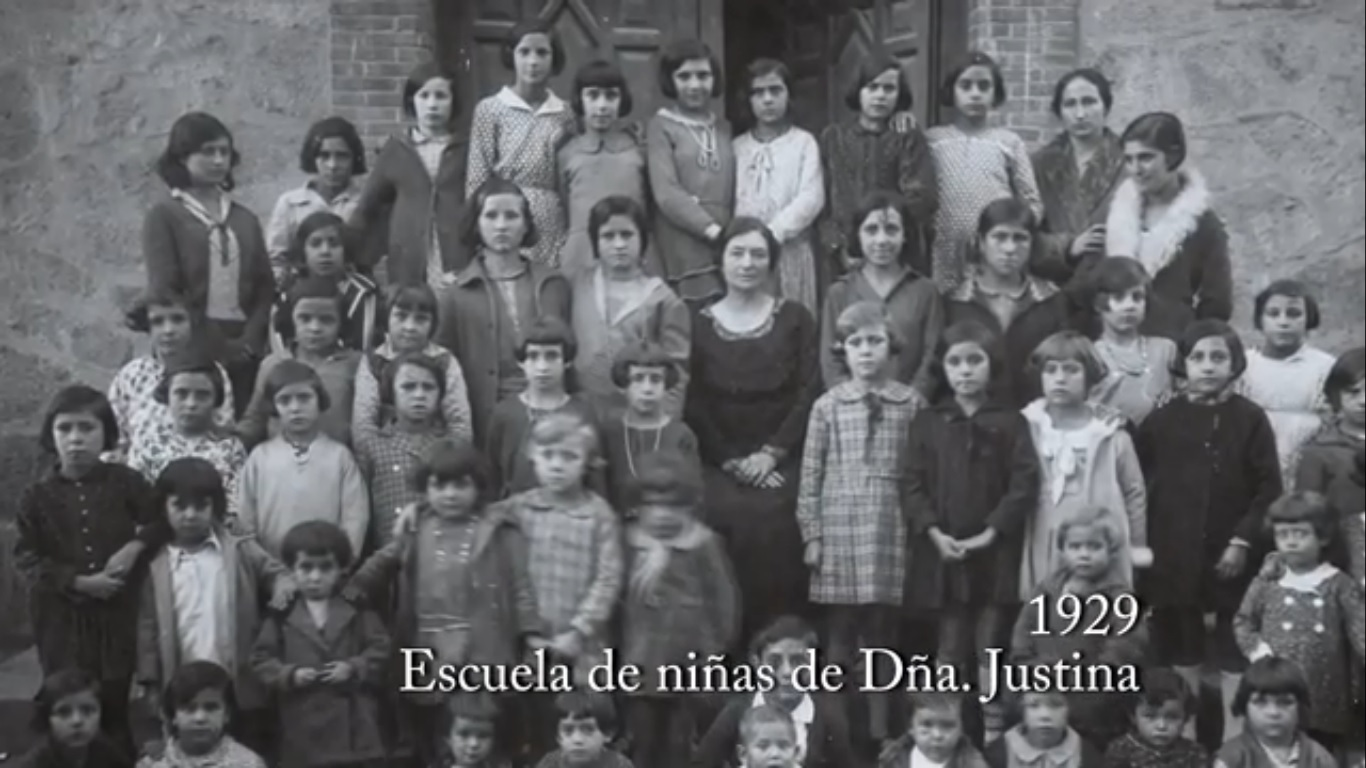
Escuela Gertrudis

Al poco tiempo, asistió a las clases impartidas a varones, siendo la única chica en participar, con materias más completas. En aquella época las mujeres recibían únicamente una educación básica.
Cuando su padre se jubiló en 1935, la familia regresó a Madrid, donde Gertrudis comenzó el bachillerato. Tuvo que interrumpir sus estudios por el comienzo de la guerra civil española. En 1942 finalizó el bachillerato, con aproximadamente siete años de retraso respecto a sus compañeros. Al terminar el bachillerato, estudió Ciencias Químicas en la Universidad Complutense de Madrid, donde se licenció en 1948. A la vez que realizaba sus estudios universitarios de química atendía, sin estar matriculada, a clases pertenecientes a la carrera de Ciencias Físicas, debido a su buena relación con los profesores que impartían las clases.
Comenzó su carrera investigadora trabajando gratis en la facultad de Farmacia con Santos Ruiz, el único catedrático de Bioquímica que entonces se hallaba en España. Al mismo tiempo, daba clases de ciencias en un colegio de enseñanza primaria y ganó así su primer sueldo. En 1950 consiguió una beca que le permitió comenzar su tesis doctoral que leyó finalmente en 1954. Antes de finalizarla conoció a Alberto Sols con el que realizó numerosas investigaciones y con el que escribió artículos, entre otras, para la prestigiosa revista Nature.
En 1956 consiguió por oposición el puesto de colaboradora en el CSIC; en 1960 la plaza de investigadora y en 1962 la de profesora de investigación. Posteriormente, fue nombrada catedrática ad honorem en la facultad de Medicina de la recién creada Universidad Autónoma de Madrid.
Además de ser pionera en la investigación bioquímica en España, fue también impulsora de que esta disciplina se integrara dentro de los planes de estudios de medicina, ya que numerosas investigaciones (muchas realizadas por ella) concluían que las enzimas tenían un papel determinante para el diagnóstico de ciertas patologías.
En 1981, fue destinada a coordinar la investigación del síndrome tóxico del aceite de colza, siendo un año más tarde presidenta de la Comisión Asesora de Toxicología. Continuó dirigiendo tesis y dando clases hasta su jubilación a los 70 años.
En 2018 fue incluida en la La Tabla Periódica de las Científicas para conmemorar  el Año Internacional de la Tabla Periódica de los Elementos Químicos, al celebrarse en 2019 el 150.º aniversario de la publicación de Mendeléyev.

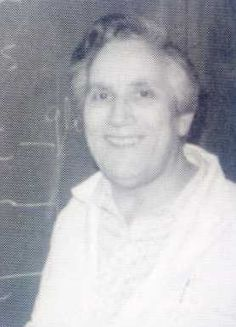
Dra. Gertrudis de la Fuente en 1981

## Investigaciones
Gertrudis de la Fuente es principalmente conocida por su trabajo más importante como coordinadora de la comisión encargada por el gobierno para la investigación de la enfermedad de la colza, aunque no fue la única investigación que realizó a lo largo de su carrera. También llevó a cabo diversos proyectos sobre enzimología, patología molecular y metabolismo de los azúcares.

### Síndrome Tóxico
La Enfermedad de la Colza fue una intoxicación masiva sufrida en España en 1981. Causada por la desnaturalización de aceite de colza con fines industriales que terminó en el mercado para consumo humano, el síndrome afectó a más de 20 000 personas, dejando más de 1100 víctimas mortales.
La investigación que dilucidó aquello que causaba el síndrome duró aproximadamente 40 días. A lo largo de este período de tiempo se tuvieron en cuenta una gran cantidad de hipótesis, dejando como válida la del aceite de colza proveniente de Francia con fines industriales.